# Voronivșciîna, Iahotîn
Voronivșciîna (în ucraineană Воронівщина) este un sat în comuna Dvirkivșciîna din raionul Iahotîn, regiunea Kiev, Ucraina.

## Demografie
Componența lingvistică a localității Voronivșciîna
     Ucraineană (97,53%)
     Rusă (2,47%)
Conform recensământului din 2001, majoritatea populației localității Voronivșciîna era vorbitoare de ucraineană (97,53%), existând în minoritate și vorbitori de rusă (2,47%).